# Eija Ristanen
Eija Marita Ristanen z d. Hyytiäinen (ur. 4 stycznia 1961 w Saarijärvi) – fińska biegaczka narciarska, brązowa medalistka olimpijska.

## Kariera
Igrzyska olimpijskie w Sarajewie w 1984 r. były jej olimpijskim debiutem. Finki w składzie: Pirkko Määttä, Eija Hyytiäinen, Marjo Matikainen i Marja-Liisa Hämäläinen zdobyły tam brązowy medal w sztafecie 4 × 5 km. W swoim najlepszym indywidualnym starcie na tych igrzyskach, w biegu na 20 techniką klasyczną zajęła 17. miejsce. Startowała także na igrzyskach olimpijskich w Calgary, gdzie zajęła 32. miejsce w biegu na 20 km techniką dowolną.
W 1987 r. wzięła udział w mistrzostwach świata w Oberstdorfie. Zajęła tam 12. miejsce w biegu na 10 km techniką klasyczną oraz 6. miejsce w sztafecie. Startowała także na mistrzostwach świata w Lahti w 1989 r. W swoim jedynym starcie na tych mistrzostwach, w biegu na 10 km techniką dowolną zajęła 13. miejsce.
Najlepsze wyniki w Pucharze Świata osiągała w sezonie 1982/1983, kiedy to zajęła 15. miejsce w klasyfikacji generalnej. Od 1989 r. jej mężem jest Kari Ristanen, który również reprezentował Finlandię w biegach narciarskich.

## Osiągnięcia

### Igrzyska Olimpijskie
| Miejsce | Dzień     | Rok  | Miejscowość | Konkurencja             | Czas biegu  | Strata      | Zwyciężczyni           |
| ------- | --------- | ---- | ----------- | ----------------------- | ----------- | ----------- | ---------------------- |
| 25.     | 9 lutego  | 1984 | Sarajewo    | 10 km stylem klasycznym | 31:44.2 min | +2:49.6 min | Marja-Liisa Hämäläinen |
| 19.     | 12 lutego | 1984 | Sarajewo    | 5 km stylem klasycznym  | 17:04.0 min | +1:07.6 min | Marja-Liisa Hämälainen |
| 3.      | 15 lutego | 1984 | Sarajewo    | Sztafeta 4 × 5 km       | 1:06:49.7 h | +4:22.6 min | Norwegia               |
| 17.     | 18 lutego | 1984 | Sarajewo    | 20 km stylem klasycznym | 1:01:45.0 h | +3:52.8 min | Marja-Liisa Hämäläinen |
| 32.     | 25 lutego | 1988 | Calgary     | 20 km stylem dowolnym   | 55:33.6 min | +6:13.3 min | Tamara Tichonowa       |

### Mistrzostwa świata
| Miejsce | Dzień     | Rok  | Miejscowość | Konkurencja             | Czas biegu  | Strata      | Zwyciężczyni |
| ------- | --------- | ---- | ----------- | ----------------------- | ----------- | ----------- | ------------ |
| 12.     | 13 lutego | 1987 | Oberstdorf  | 10 km stylem klasycznym | 31:49.5 min | -           | Anne Jahren  |
| 6.      | 18 lutego | 1987 | Oberstdorf  | Sztafeta 4 × 5 km       | 58:08.8 min | +2:13.2 min | ZSRR         |
| 13.     | 19 lutego | 1989 | Lahti       | 10 km stylem dowolnym   | 27:04.5 min | -           | Jelena Välbe |

### Puchar Świata

#### Miejsca w klasyfikacji generalnej
- 1981/1982 – 40.
- 1982/1983 – 15.
- 1983/1984 – 28.
- 1984/1985 – 26.
- 1985/1986 – 17.
- 1986/1987 – 28.
- 1988/1989 – 36.

#### Miejsca na podium
Ristanen nigdy nie stawała na podium zawodów PŚ.